# Кароль Сверчевський
 Кáроль Сверчéвський (22 лютого 1897, Варшава — 28 березня 1947, Яблінки під Балигородом) — польський військовий діяч ПНР, комуністичний генерал. Організатор примусових депортацій поляків до терену комуністичної Польщі. Загинув у бою з УПА.

## Біографія
Працював робітником на фабриці Герляха у м. Варшава. 1915 року евакуйований до центральних районів Росії, де брав участь у більшовицькому перевороті і громадянській війні у складі Червоної Армії. Учасник радянсько-польської війни. З 1921 — викладач і комісар Польської школи червоних комунарів, громадянин СРСР. 1928 закінчив Військову академію ім. М. Фрунзе, працював у Генеральному штабі РСЧА. 1936 висланий до Іспанії, де під іменем «генерал Вальтер» командував диверсійними загонами іспанської республіканської армії.
У роки німецької-радянської війни — командир дивізії РСЧА на Західному фронті, з 1943 — один з організаторів просталінської Армії Людової в СРСР, заступник командира 1-го корпусу, пізніше — заступник командувача 1-ї польської армії . З 1944 — член і керівник органів Польської робітничої партії, посол Крайової Ради Народової. Із січня 1945 року командував 2-ю польською армією, яка брала участь у бойових діях на заключному етапі війни (на території Польщі, Чехії та Німеччини). Учасник Берлінської битви і боїв за Дрезден. З лютого 1946 призначений заступником міністра оборони Польщі.
Був активним на переговорах із міжнародною Контрольною комісією щодо примусової репатріації поляків із Німеччини і західних країн, а також у США, Канаді та країнах Латинської Америки. У січні 1947 обраний послом сейму.
Убитий під час інспекторської поїздки на українські землі, включені до складу Польщі. У районі м. Балигород, біля села Яблінки, сотня УПА під командуванням майора Степана Стебельського нав'язала його охороні бій, під час якого відомий генерал-сталініст загинув.

| У смерті Свєрчевського досі чимало неясного. У тому бою проти 50 поляків стояло 150 оунівців, з кулеметами й мінометами. А вбито лиш генерала та трьох солдатів. Нападників одразу названо "бандою УПА", хоча слідство закінчили тільки тижнів через три. Бандерівці не знімали з себе відповідальності за ту акцію. Але дивно, що "Хрін", який командував однією з тих двох сотень упівців, згодом у своїх мемуарах ані словом не згадав про Свєрчевського. |
Загибель Сверчевського у бою з УПА була однією з причин, що спровокувала уряд комуністичної Польщі до депортації всіх українців Лемківщини (акція «Вісла») в окремі райони ПНР.
| Ясно одне: смерть генерала була не причиною, а лиш вигідним приводом і сигналом для початку акції "Вісла". Її ідея визріла ще восени 1946 року. Інспекційна поїздка Свєрчевського саме й здійснювалася в ході підготовки до акції. Отже, смерть усунула генерала від участі в ній і тим самим уберегла від ганьби. |
Комуністичний режим намагався зробити з особистості Сверчевського певну легенду, відтворивши, зокрема, його портрет на банкноті в 50 злотих і медалі «За вашу і нашу свободу».

## Галерея

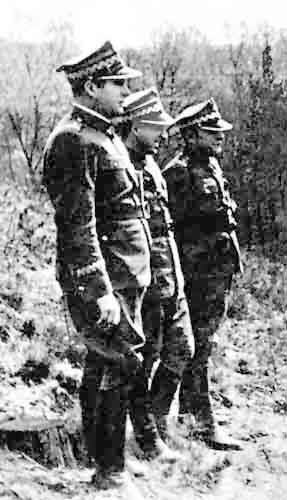
Сверчевський — крайній праворуч (1945).
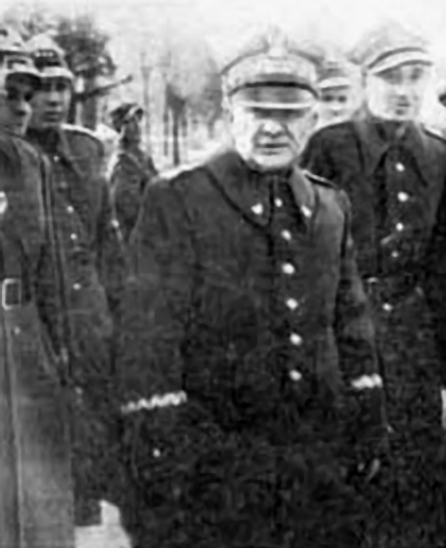
Сверчевський (в центрі) під час своєї останньої інспекційної поїздки (27-28 березня 1947).
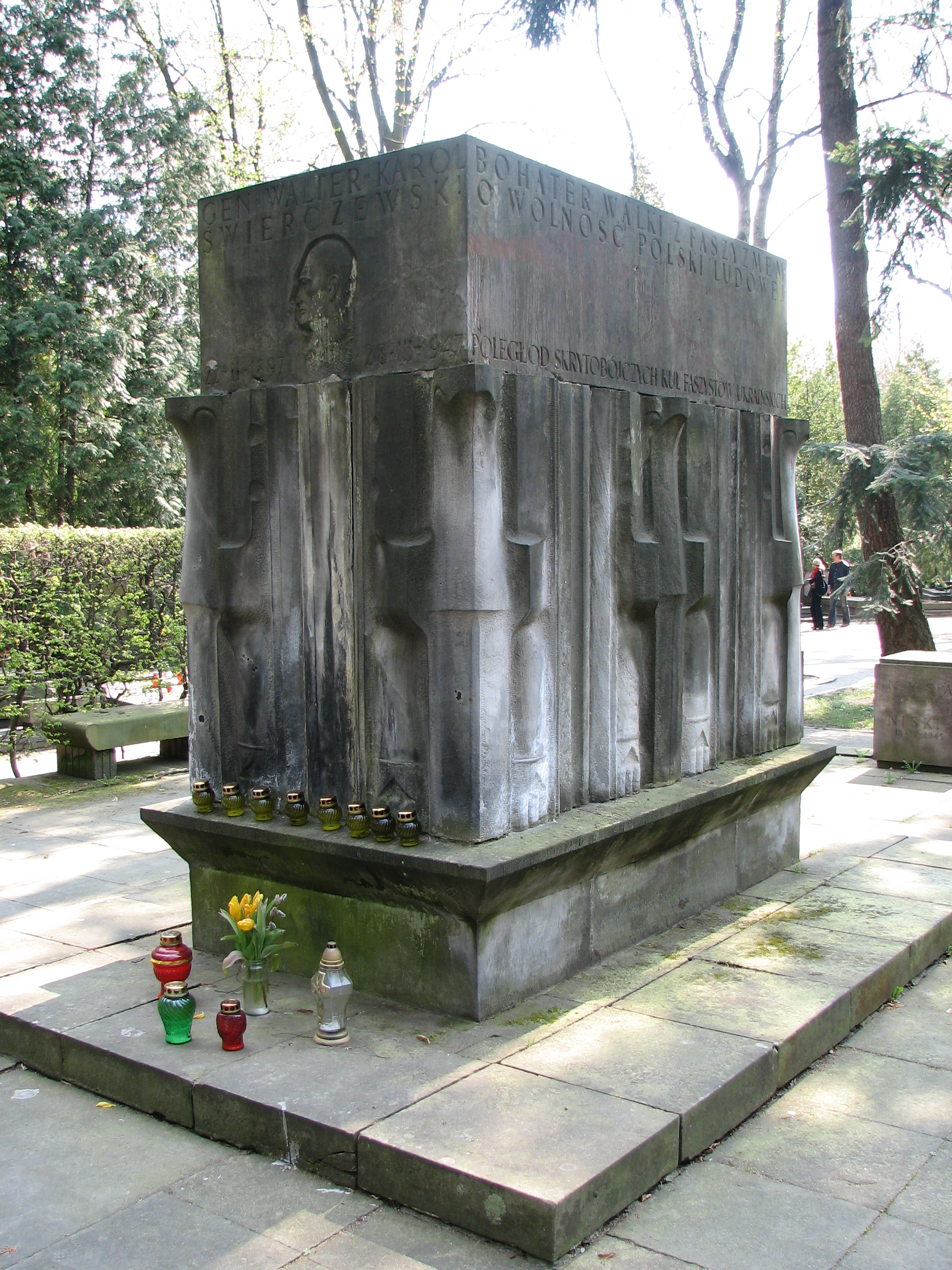
Могила Сверчевського.
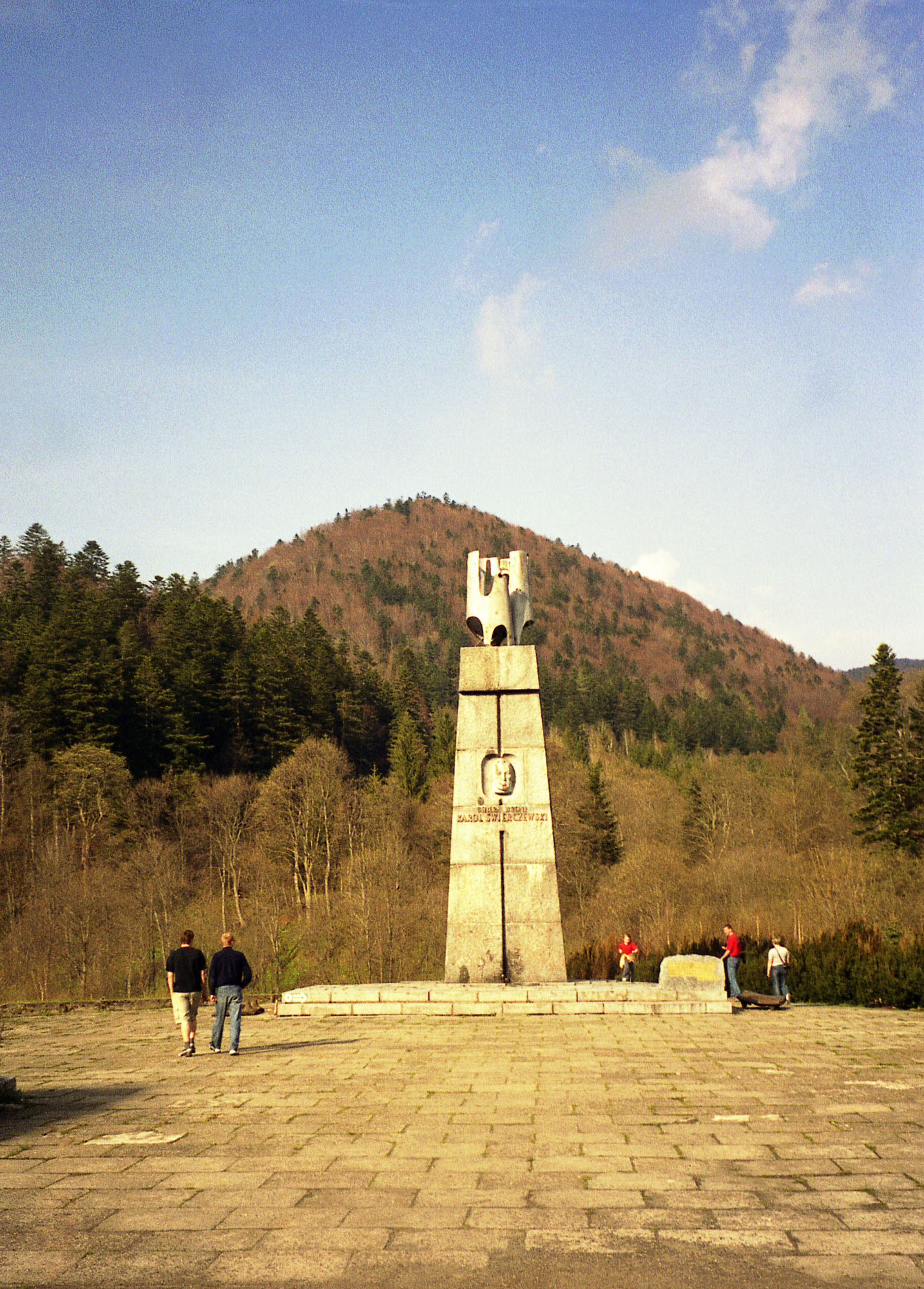
Пам'ятник Сверчевському в Бещадах (сьогодні зруйнований).
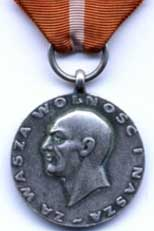
Медаль «За вашу і нашу свободу» з профілем Сверчевського.